# Krempna
Krempna (dawniej też Krępna; j. rusiński Крампна) – wieś w Polsce położona w województwie podkarpackim, w powiecie jasielskim, w gminie Krempna.
W latach 1954–1972 wieś należała i była siedzibą władz gromady Krempna. W latach 1975–1998 miejscowość administracyjnie należała do województwa krośnieńskiego.
Miejscowość jest siedzibą rozległej gminy Krempna, dyrekcji Magurskiego Parku Narodowego oraz parafii św. Maksymiliana Kolbe, należącej do dekanatu Nowy Żmigród w diecezji rzeszowskiej.

## Położenie
Leży na lewym brzegu Wisłoki, w niewielkiej kotlince u południowych podnóży masywu Kamienia (714 m n.p.m.). Prowadzi przez nią droga wojewódzka nr 992 z Jasła przez Nowy Żmigród ku granicy państwowej w Ożennej.

## Części wsi

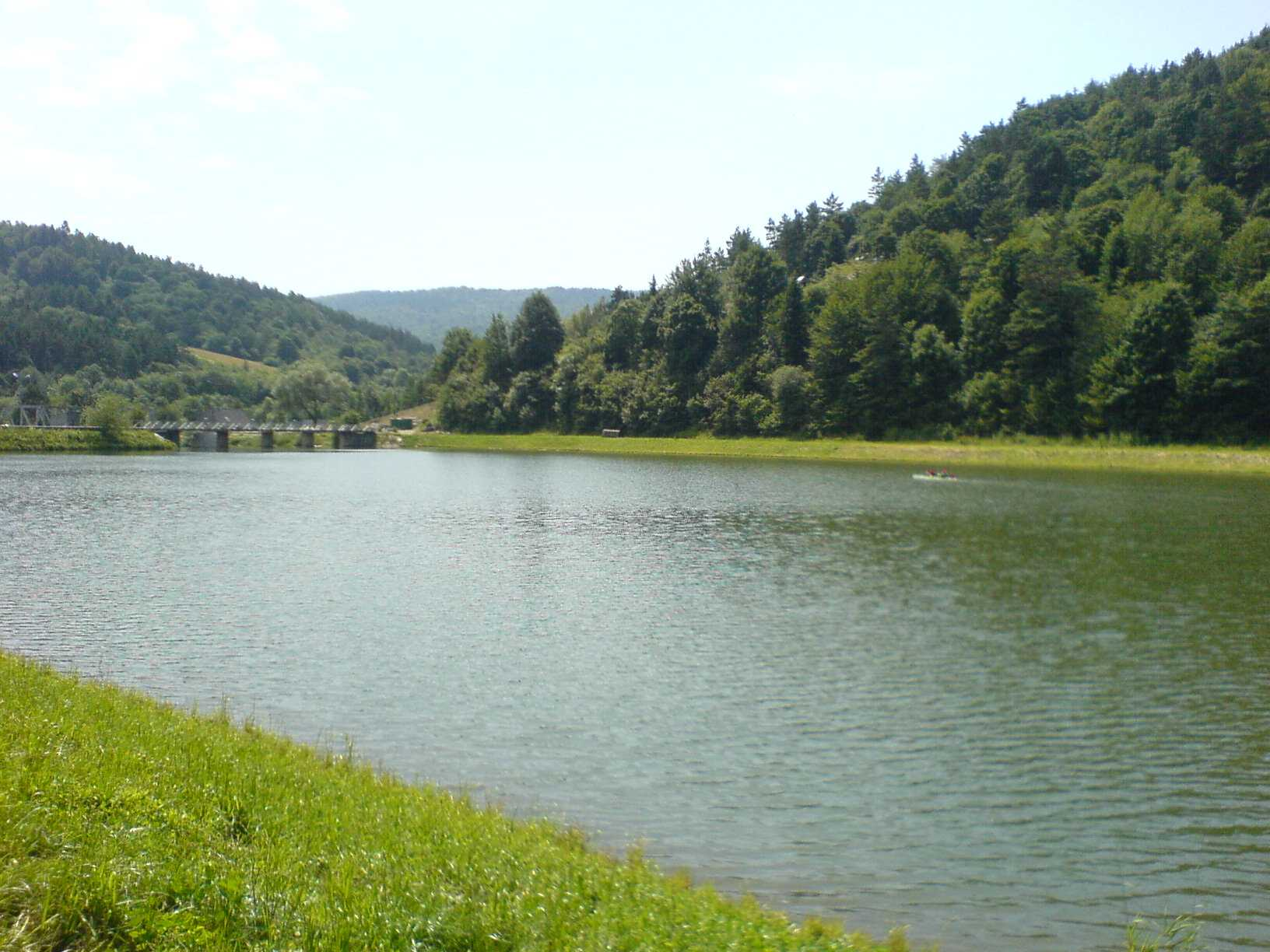
Zalew w Krempnej

| SIMC    | Nazwa         | Rodzaj     |
| ------- | ------------- | ---------- |
| 0355364 | Huta Krempska | przysiółek |

## Historia
Wieś lokowana na prawie magdeburskim w pierwszej połowie XV wieku jako niemiecka kolonia Krummbach.
Wieś założył Mikołaj Stadnicki. Do połowy XVII wieku pozostawała ona częścią kompleksu dóbr hr. Stadnickich. Mikołaj zmarł w 1510 r. i dobra te odziedziczył kasztelan sanocki Andrzej Stadnicki. Po śmierci kasztelana, w 1554 roku jego synowie – Marek i Mikołaj Stadniccy podzielili między siebie posiadłości ojca. Właścicielami tych ziem Stadniccy pozostawali do 1663 roku, gdy dobra rodowe podzielono pomiędzy Aleksandra Tymienieckiego i Stadnickich. W końcu XVII wieku dobra żmigrodzkie wraz z Krempną przejęli Wiśniowieccy. Kolejnymi właścicielami zostali Radziwiłłowie (m.in. Karol Radziwiłł), Józef Bobowski, Stanisław Grzembski, Józef Zubrzycki, Józef i Anna Cichońscy, Dankiewiczowie, Jan Lewicki i Józef Kalasanty Dankiewicz, Potuliccy (m.in. Franciszka Potulicka).
W 1457 i 1657 roku stacjonowały tu wojska węgierskie, które wieś znacząco zniszczyły. Po I rozbiorze Polski w 1772 roku Krempna znalazła się pod zaborem austriackim będąc częścią Galicji. Popularna jeszcze w połowie XIX w. „Geografia (...) królestw Galicyi i Lodomeryi” autorstwa hr. Ewarysta Andrzeja Kuropatnickiego z 1786 r. podawała, iż jest to Wieś ruska (...); sławna hutą szklaną i wielkiemi a niedostępnemi lasami.
W 1807 urodził się w Krempnej Jan Wendziłowicz, pochodzący z rusińskiej rodziny duchowny greckokatolicki, malarz i rzeźbiarz. W roku 1849 wieś opanowała epidemia cholery, a jej nawrót nastąpił w roku 1873.
Do 1914 wieś liczyła 1200 mieszkańców, w tym głównie Polaków i Rusinów (Łemków).
W początkowym okresie I wojny światowej w 1914 r. wojska węgierskie wygnały krempnian, zmuszając ich do schronienia się w Żydowskim. W 1915 roku wieś została ponownie spustoszona na skutek operacji gorlickiej. Po 1918 roku weszła w skład niepodległej już Polski. 7 września 1939 walki z nacierającymi od południa niemieckimi kolumnami pancernymi toczył w okolicach Krempnej batalion Obrony Narodowej „Rzeszów”. Powstała tam na początku wojny trasa przerzutowa na Węgry przez Hałbów i Hutę Krempską, zwana Korytarzem, która istniała do końca okupacji. 
W październiku 1939 roku, już po zajęciu przez Krempnej przez Niemców, zjawiła się we wsi ukraińska delegacja, która oświadczyła, że: była Polska, ale już jej nigdy nie będzie. Panowali Polacy, ale teraz już nie będą nigdy. Polaczki dwacet (20) lat kręcili nam językami a teraz kręcić nie będą. Za przyzwoleniem Niemców w październiku 1939 powołano ukraińską administrację i do szkół jako obowiązkowy wprowadzono język ukraiński. Posterunek policji w Krempnej obsadzony był 12 ukraińskimi funkcjonariuszami dowodzonymi przez niemieckiego komendanta.
Ze strony polskiego podziemia teren Krempnej obejmowała placówka AK Żmigród Zimorodek z dowódcą sierżantem Józefem Przybyłowskim Zdzisławem. Patrole AK Antoniego Zawadzkiego Teresy urządzały różne akcje, np. zlikwidowały ukraińskiego komendanta posterunku w Krempnej. Ponadto we wsi działała konspiracja (wśród miejscowych Polaków) związana z Armią Krajową.
25 kwietnia 1943 r. gestapowiec Wilhelm Schuhmacher sprowadził 16 kalekich Łemków, Romów, Żydów na cmentarz do Nowego Żmigrodu i rozstrzelał ich.
13 września 1944 wieś została zajęta przez wojska radzieckie.
Po roku 1944 rozpoczęły się represje na AK-owcach, których osadzano w więzieniach i w obozach lub wywożono na Syberię. Miejscowych Rusinów przesiedlono z Krempnej do ZSRR w okolice miasta Kałusz w obwodzie lwowskim. Z 10 tys. Rusinów zamieszkujących do 1939 gminę Krempna wysiedlono do roku 1947 ponad 80%. W lipcu 1946 nastąpił ostatni napad ukraińskich nacjonalistów z UPA na wieś. Po wysiedleniu Rusinów w Krempnej i okolicach pozostali tylko miejscowi Polacy, do których wkrótce dołączyli nowi polscy osadnicy (do Krempnej i okolic przybyło ok. 400 rodzin).
W roku 1973 Krempna została ponownie siedzibą władz gminy.

## Zabytki
- Cerkiew greckokatolicka pw. świętych Kosmy i Damiana (od 1971 r. kościół rzymskokatolicki).

- Cmentarz wojenny nr 6 z I wojny światowej z monumentalnym pomnikiem projektu Dušana Jurkoviča – potężnymi kamiennymi filarami ustawionymi w okręg.

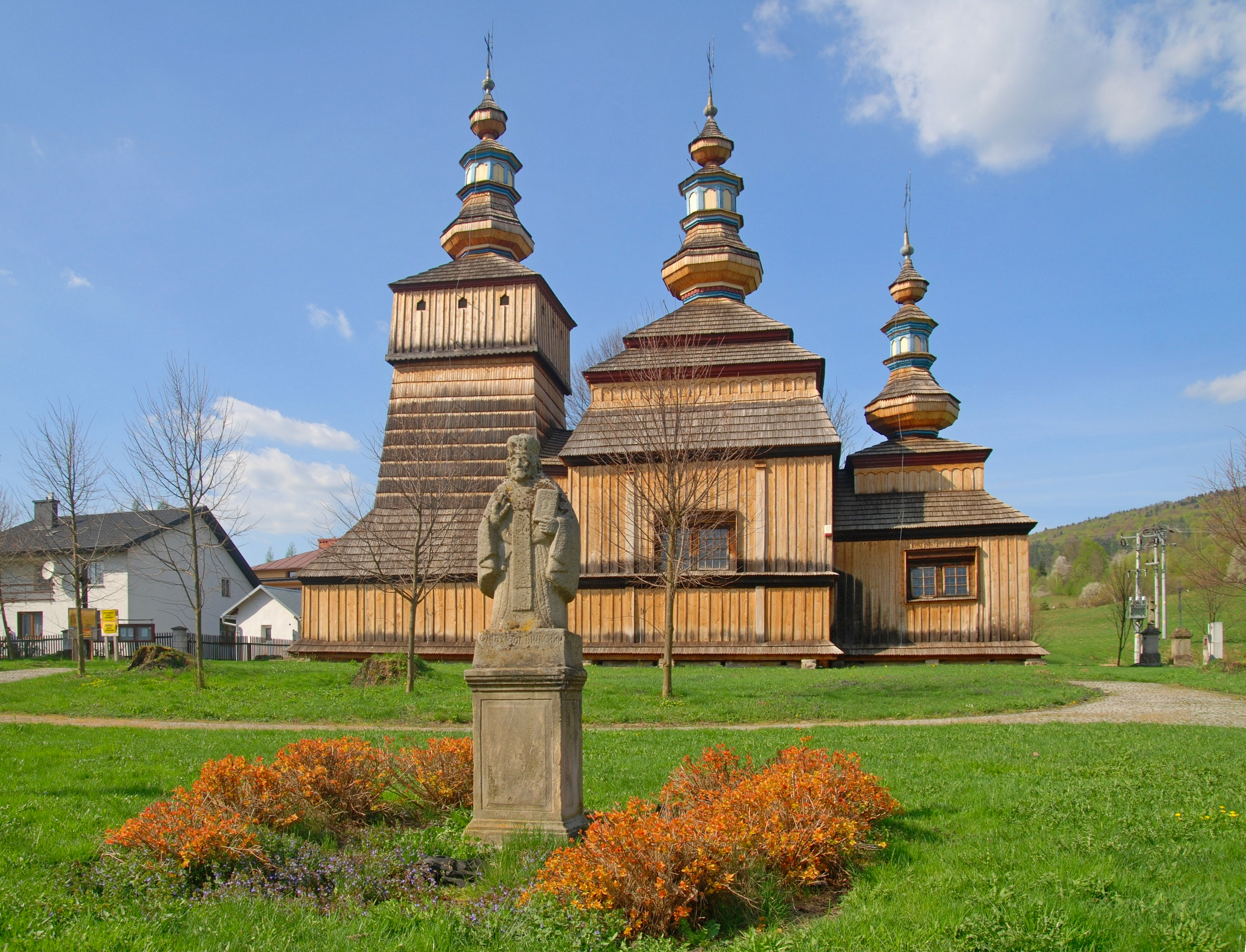
Zabytkowa cerkiew świętych Kosmy i Damiana
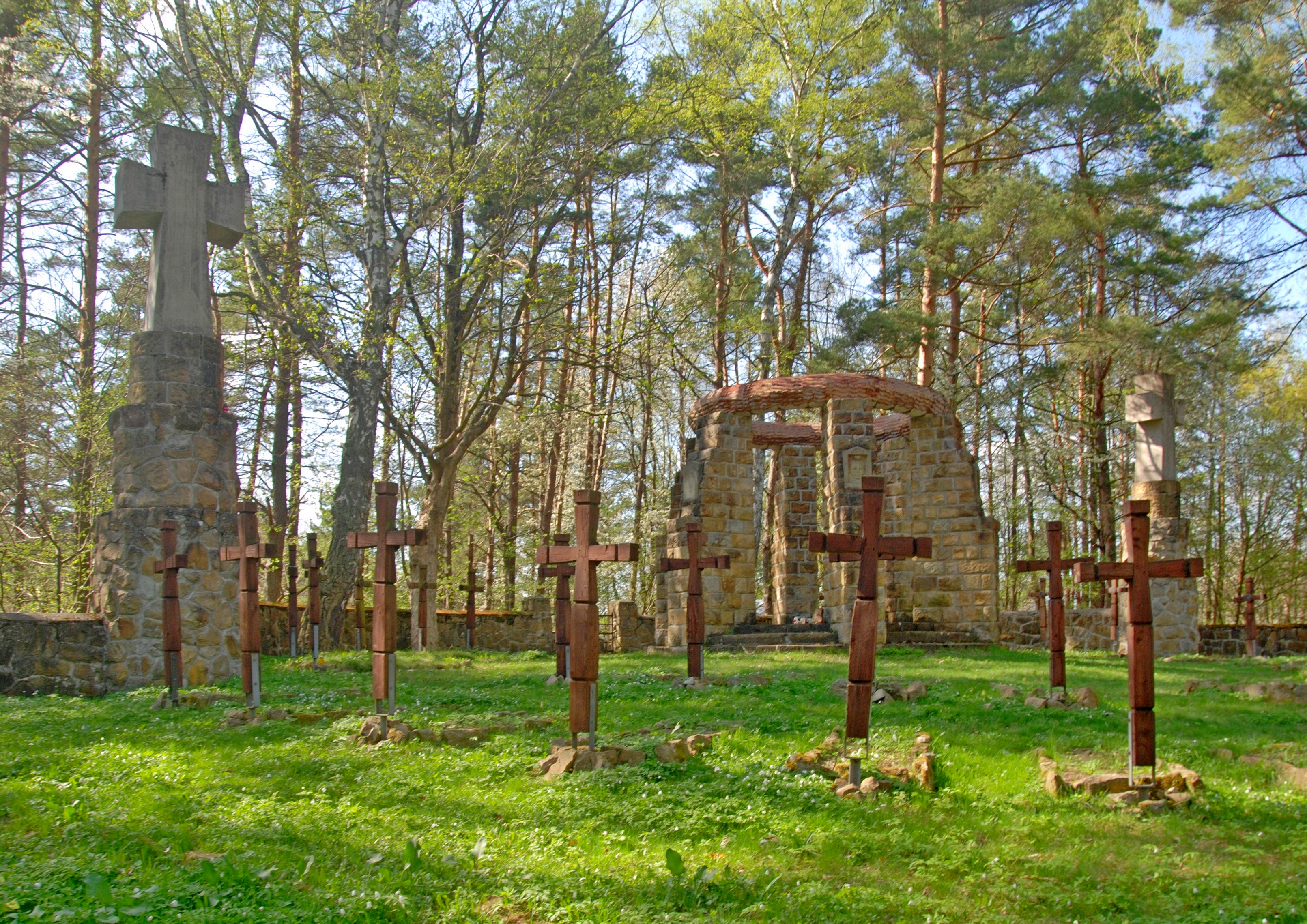
Cmentarz wojenny nr 6
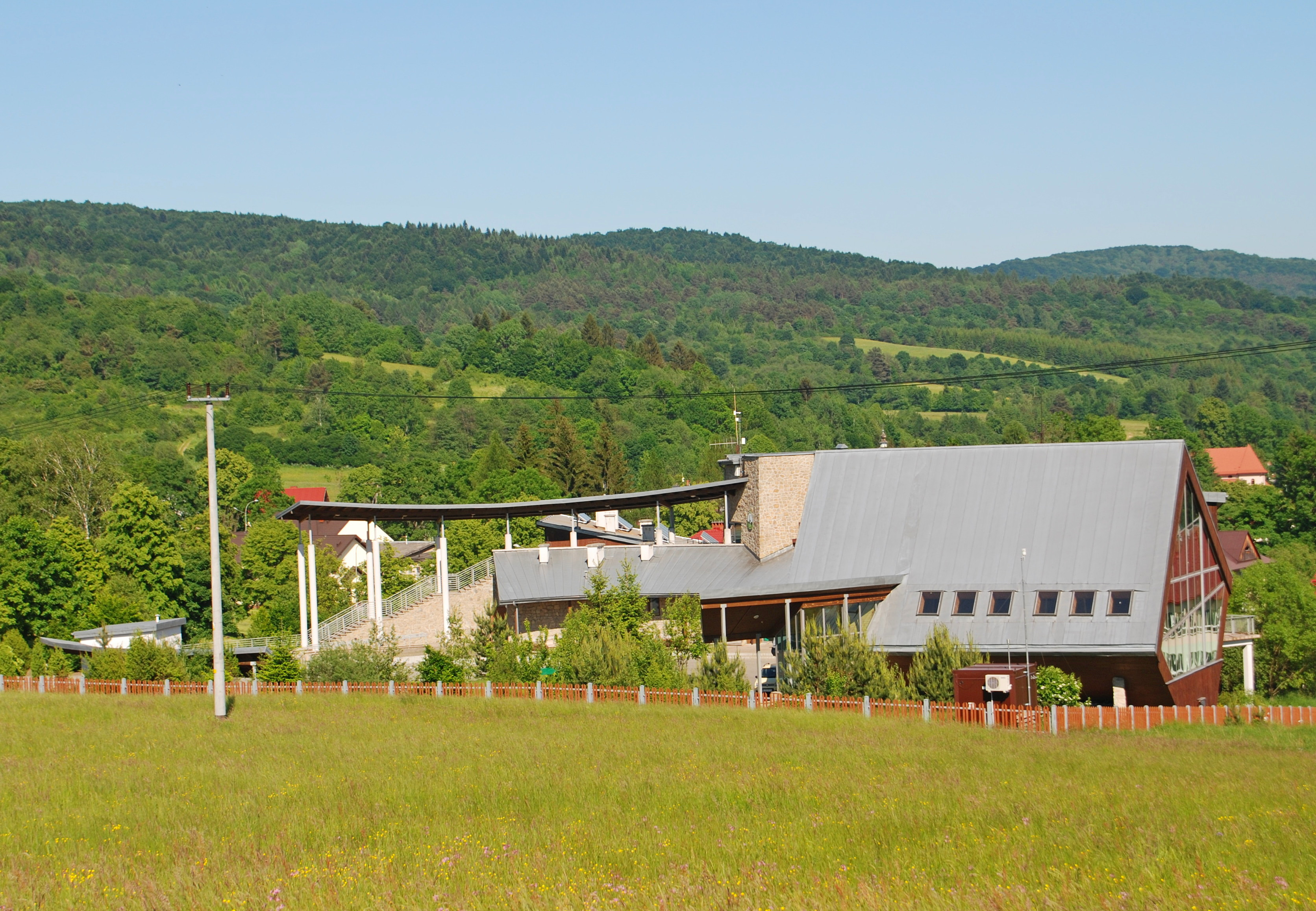
Siedziba Magurskiego Parku Narodowego i Muzeum
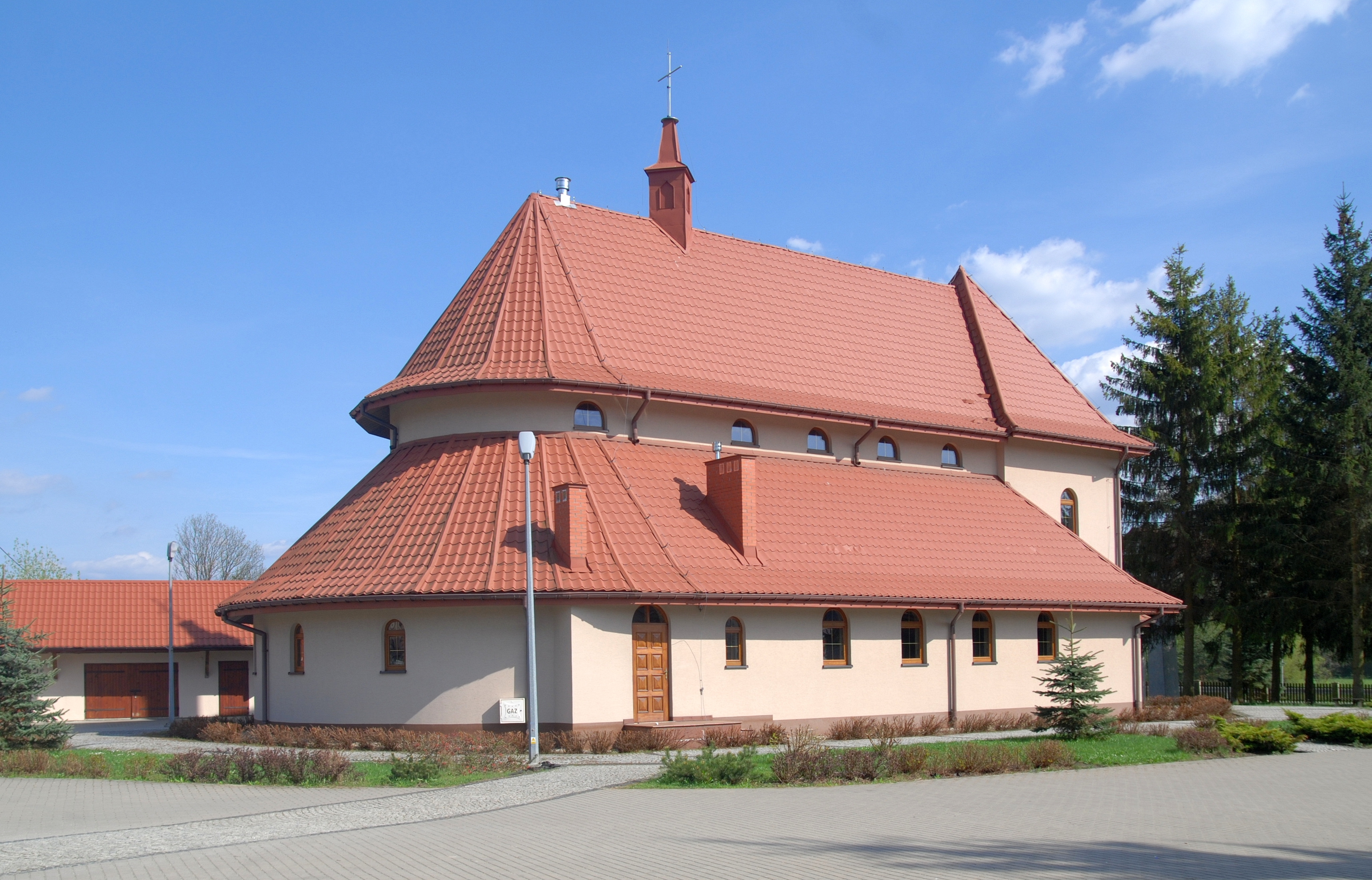
Nowy kościół parafialny

## Turystyka
W Krempnej znajduje się zalew na Wisłoce oraz ośrodek jazdy konnej.

### Szlaki piesze
- Mrukowa – Kaplica pod Trzema Kopcami – Kotań – Przełęcz Hałbowska – Krempna
- Kąty – Kamień (714 m n.p.m.) – Krempna – Wysokie (657 m n.p.m.) – Ożenna